# マーシャリング (紋章学)
マーシャリング（英: Marshalling）は、紋章学において2つ以上の紋章を統合したり、統合した紋章の場所をある定石に従って移動したり、統合した紋章を取り除いたりして紋章記述を整列・整理することである。マーシャリングは、主に紋章を持つ2つの家が婚姻する際に行われるが、戦争、侵略の結果や政略的な合意に基づく国家あるいは領土の併合又は分割の際にも実施される。

## 統合
紋章の主な統合方法は4つある。紋章を縦に2つに分割して左右にそれぞれ1つずつ統合された紋章を示すディミディエイション及びインペイルメント、十字に4つに分割してそれぞれの領域に統合前の紋章を示すクォータリング、そして、本来は下位位置に統合すべき紋章を持つ者が紋章の相続人である場合に用いるプリテンディングである。
なお、女性の紋章は通常、ロズンジをエスカッシャンとして描かれるが、どのような方法で統合したとしても、結婚後は妻も夫と同じようにシールドに紋章を描くようになる。

### ディミディエイション
ディミディエイション（英: Dimidiation）は、統合しようとする2つの紋章のうちの片方の紋章のデキスター側（向かって左）の半分と、他方のシニスター側（向かって右）の半分を左右に並べて配置して統合する方法である。
しばらくの間、ディミディエイションはインペイルメントとして知られている方法よりも先に用いられていた。婚姻の場合、夫の紋章のデキスター側の半分を、妻の紋章のシニスター側の半分と一緒に置く。場合によっては、それが2つの紋章の組合せというよりは元から1つの紋章であったかのように見えるシールドとなってしまうことがあるため、この方法は徐々に使用されていなくなっていった。例えば、右の図に示すようなベンド・シニスターの紋章とベンドの紋章とを統合すると単にシェブロンのように見える組合せとなることがある。つまり、2つの紋章が結合されたという事実をわからなくしてしまうおそれがあった。他にも、ボーデュア、オール及びトレッシャーといったシールド全体を取り囲むチャージの連続性にも問題があると考えられている。
この混乱を避けるために、ディミディエイションでそれらを結合するとき、各々の紋章の半分だけではなく、より広い部分を使うことが慣例になっていった。一旦この習慣が広まりはじめると、双方の紋章の全体を新しいシールドに含むのが慣例となっていった。そのため、実質的に、インペイルメントは紋章を結合する方法としてディミディエイションにとって代わることになったのである。

### インペイルメント
インペイルメント（英: Impalement）は、統合しようとする2つの紋章を左右に並べて1つのシールドに双方の紋章の全体を配置して統合する方法である。紋章学ではインペイルメントは、婚姻を意味するために使われる。
ディミディエイションと同様に、紋章学で垂直分割を意味するパー・ペイルで分割する。インペイルメントを行うことを「インペイルする」と言うが、インペイルされたシールドは、その上辺から底辺に達する直線で中央を垂直にまっすぐに分けられ、2つの紋章をこの分割の両側に配置する。夫婦の婚姻の場合、通常、夫の紋章を向かって左（デキスター＝盾を構える人間からは「右」に当たる）に、妻の紋章を向かって右（シニスター＝同じく盾を持つ人間にとっての「左」を意味する）に配置する。
婚姻の場合以外の統合も可能であり、個人の紋章と職位の紋章との結合がそれにあたる。特に、教会紋章学 (Ecclesiastical heraldry) において司教の教区が属する教区連合又は聖座との紋章の結合が見られる。この場合、教会の紋章が向かって左（デキスター）に、その期間の司教個人の紋章が向かって右（シニスター）に置かれる。

### プリテンディング

プリテンディング

プリテンディング（英: Pretending）は、妻が紋章の相続人である場合にインペイルメントではなく、エスカッシャン・オブ・プリテンス (Escutcheon of pretence) と呼ばれる妻の父の紋章を表した小さなシールドを夫の紋章に加えて統合する方法である。
上記2つの統合方法で繰り返し述べたように、イギリスの紋章学では夫の紋章がデキスター側、妻の紋章がシニスター側に配置されるのが原則であるが、妻に男子の兄弟がなく（兄弟が全員死亡した場合も含む）、かつ長女である場合、彼女は、彼女の父が死亡した時点でその家の紋章の相続人となる。その場合、結婚時はインペイルメントで統合されていた紋章を解除した後、夫の紋章にエスカッシャン・オブ・プリテンスを加える。また、妻の家が非常に重要な家系でありながら後継者に女子しかいない場合は、姉妹全員を相続人扱い (co-heiress) とし、父の死後、彼女らの紋章は必ずエスカッシャン・オブ・プリテンスで彼女らの夫の紋章に加えられる。これは、妻が紋章の相続人でない場合は妻の紋章は相続されないのが慣例であるために妻の代限りでその紋章の継承が終わってしまうのを回避するための措置である。なお、妻が紋章の相続人でない場合は、妻が夫よりも先に死亡した時点で妻の紋章は夫の紋章から取り除かれる。
エスカッシャン・オブ・プリテンスは、「見せかけのエスカッシャン」とも訳され、本来はシニスター側に示されるはずの妻の紋章を夫の紋章の中央に小さなエスカッシャン、すなわちインエスカッシャンと呼ばれるチャージとして示す。妻個人の紋章はロズンジの上に描かれているが、見せかけのインエスカッシャンは「妻の父の紋章」と捉えるためシールドの形で示される。これにより、夫は、妻の家の家長を兼ねていると解釈される。日本で言うところの「婿養子（入婿）」に近いが、夫はあくまでも夫の家系の者であり、夫の姓が変わるわけではない点が異なる。インエスカッシャンの位置は「オナー・ポイント」とも呼ばれ、エスカッシャン上に並べて示されているほかのどの紋章よりも優位であり、「権利」を意味する特別な場所である。したがって、妻が夫よりも先に死亡した場合でも妻の紋章は失われず、夫の紋章と4つのフィールドを2つずつ分け合うクォータリーの形で相続されていく。つまり、一旦、見せかけのエスカッシャンを紋章に加えられた夫はその後、妻が死亡しようとも妻の紋章を継ぐ義務を負う。後に再婚し、後妻も紋章の相続人である場合は、前妻の紋章をクォータリングした上で更に後妻の紋章をインエスカッシャンとして加える。結果、夫は夫の家と前妻と後妻の2家の紋章を継承する責任を負うことになる。

### クォータリング

クォータリング

クォータリング（英: Quartering）は、統合後の新しい紋章を十字に分割してクォータリーの形にし、左上、右上、左下、右下の順でより家格の高い家の紋章を配置することで統合する方法である。それぞれの位置を便宜的に 1、2、3、4 と呼び、紋章記述では 1st、2nd、3rd、4th や I、II、III、IV などとも記述する。クォータリングという言葉は、本来は紋章を4分割することのみを意味するが、クォータリーを更に分割し、6等分や8等分にした場合など分割数に関わらずもクォータリングと呼ぶ。
妻が紋章の相続人で夫の紋章にエスカッシャン・オブ・プリテンスで妻の家の紋章が加えられている場合、妻が夫よりも先に死亡した場合でもエスカッシャン・オブ・プリテンスに示されている妻の家の紋章を移動して夫の紋章とクォータリングで再配置した紋章が子に相続される。その場合、夫の紋章が1及び4の位置に、妻の紋章が2及び3の位置に示される。

## 整理

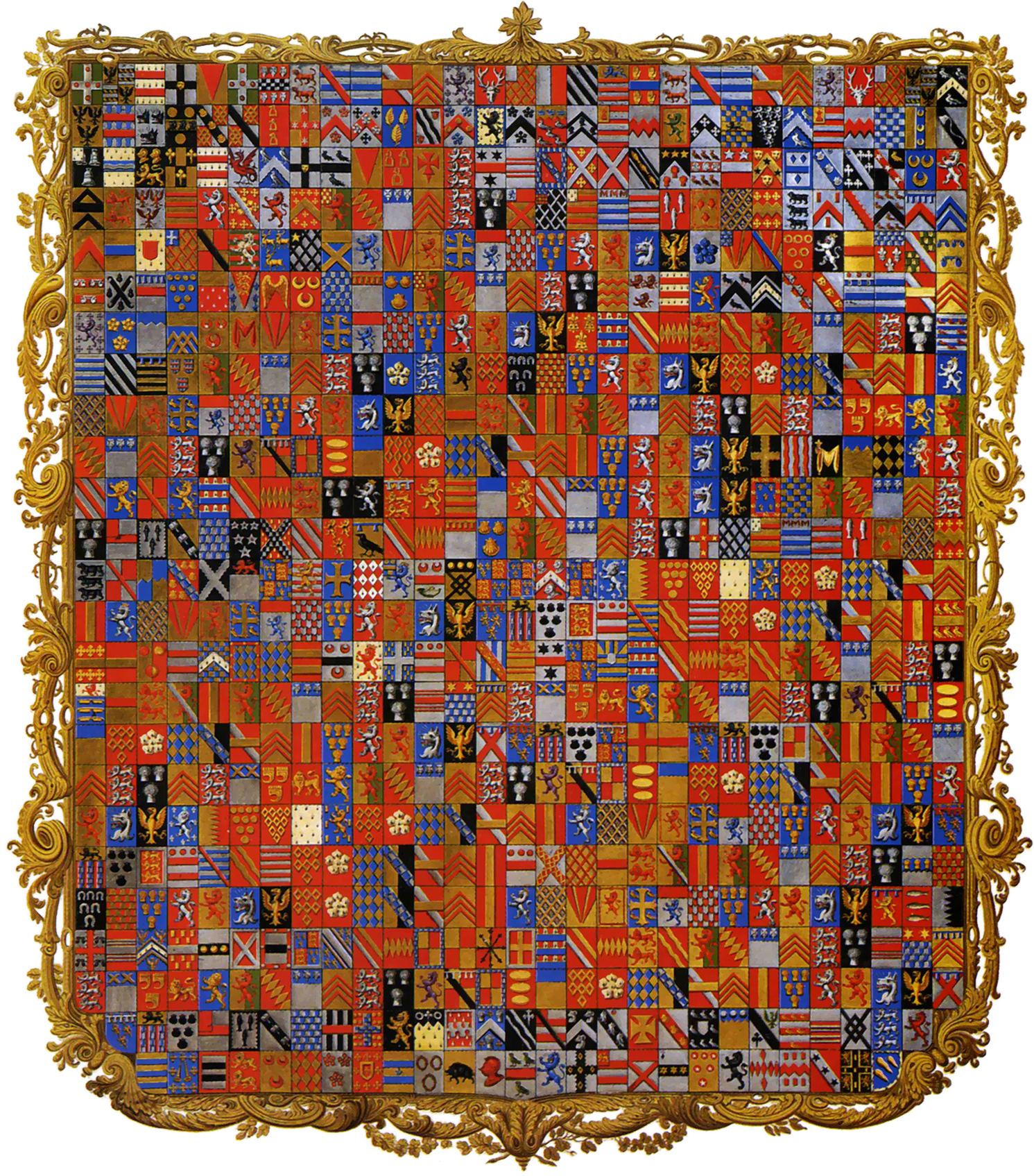
719もの紋章が統合されたグレンヴィル家の紋章。

1つの紋章に統合されたそれぞれの紋章は次のような場合に整理される。
1. 妻が紋章の相続人でない場合、妻が夫よりも先に死亡したときに妻の紋章は夫の紋章から取り除かれる[3]。
2. 妻が紋章の相続人である場合で、妻が夫よりも先に死亡し、かつ後妻も紋章の相続人である場合、前妻の紋章は夫の紋章とクォータリングされ、後妻の紋章がエスカッシャン・オブ・プリテンスとして加えられる。
3. 離婚した場合は、夫と妻のどちらも互いの紋章がそれぞれの紋章から取り除かれる[1]。
4. 統合と相続を繰り返し、多くの紋章を含むようになった場合、家格の低い家の紋章から取り除かれ、以後相続されなくなる。

上記の1及び2についてはいずれも妻が夫より先に死亡した場合であるが、夫が先に死亡して妻が未亡人となった場合は妻の紋章は夫の紋章と統合されたままであり、エスカッシャンの形だけロズンジに戻る。
上記の4については紋章が複雑になり視認性が悪くなることや、紋章記述が長大かつ煩雑になることを防ぐため、統合後に1つの紋章に6つを超える紋章が含まれるようになると予想されるとき、統合前にそれぞれの紋章から重要度の低い（右下端にある）紋章を取り除いていくのが普通である。ただし、必ずしも取り除かなければならないわけではない。言い換えれば、紋章の保持者の意向により、一切紋章を取り除かなくてもよいということである。中には紋章の統合の際にそれに含まれる紋章を一切取り除かずにクォータリングを繰り返した結果、右に示す719もの紋章が描かれている巨大な紋章となった珍しい例がある。